# Johann Christian Vollerdt

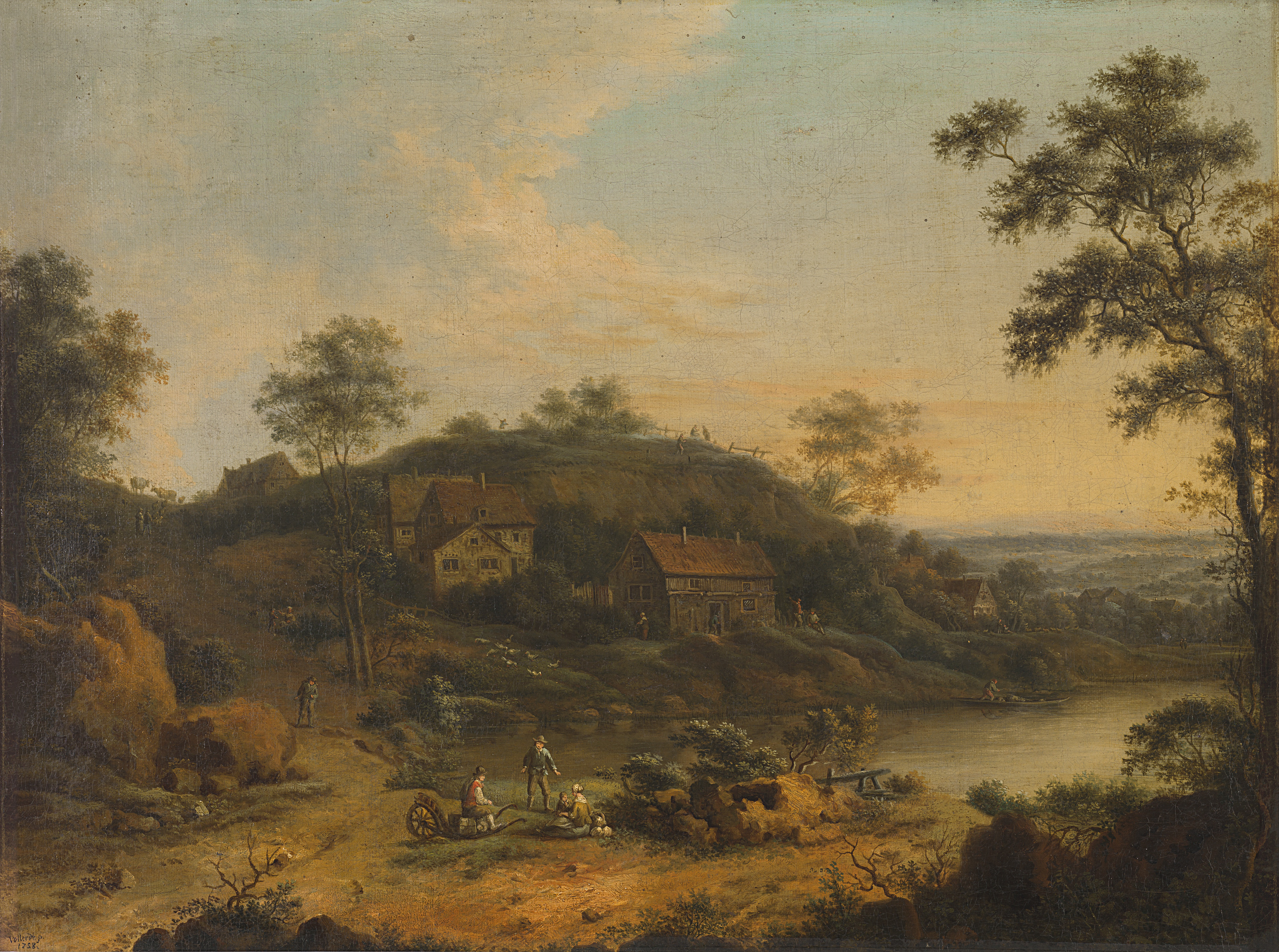
Paisaje, firmado Vollerdt p./ 1758, óleo sobre lienzo, 38 x 51 cm, Madrid, Museo del Prado.

Johann Christian Vollerdt, Vollardt o Vollaert (Leipzig, 1708-Dresde, 27 de julio de 1769) fue un pintor alemán especializado en paisajes italianizantes.
Discípulo en Dresde del paisajista Johann Alexander Thiel, residió entre 1740 y 1760 en los Países Bajos. Se especializó en los pequeños paisajes invernales bañados por una luz difusa y habitados por aldeanos y caminantes, formando con ellos escenas campesinas levemente anecdóticas entre modestas construcciones y ruinas. 